# Alejandro Cortell Palanca
Álex Cortell (Moncada, Valencia, España, 8 de noviembre de 1990) era un futbolista profesional. Su posición en el terreno de juego era la de delantero.

## Biografía
Nacido en Moncada, Valencia, España, Cortell se formó en las categorías inferiores del Alboraya UD, pero en el verano de 2009 se fue a probar suerte al Royal Excelsior Mouscron de la Belgian Pro League. El 8 de agosto debuta como profesional ante el K.S.V. Roeselare sustituyendo en el primer tiempo a un compañero lesionado, el resultado fue de 0-0. En diciembre termina una pesadilla por los impagos del club y con la vuelta de Álex a España.
El jugador regresa a España después de la experiencia en Bélgica y lo hace jugando en el Ribarroja CF en el que hace 11 goles en 30 partidos y en 2011 se va al UD Alzira de Segunda División B donde hace su mayor número de goles 24, en 41 partidos.
En la temporada 2012, Valencia Mestalla filial del Valencia CF en el que está dos años y hace 7 goles en la Segunda División B.
Cortell continua su paso en Segunda División B y lo hace de la mano del CD Olímpic de Xàtiva haciendo 11 goles en la temporada.
En el verano del 2015 se desvincula de su antiguo club y ficha por el C. E. Sabadell F. C. para devolverlo a la categoría de plata. 
Seis meses después de haber fichado por el C. E. Sabadell F. C., el jugador y el club Arlequinado llegan a un acuerdo para rescindir el contrato que les vinculava, un día después de haberse disvinculado ficha por el  C.D. Alcoyano S.A.D. hasta final de temporada.
Ha sido colaborador en el programa deportivo de televisión El Chiringuito de Jugones.

## Clubes
| Club                        | País    | Año       |
| --------------------------- | ------- | --------- |
| Royal Excelsior Mouscron    | Bélgica | 2009      |
| Ribarroja CF                | España  | 2010-2011 |
| UD Alzira                   | España  | 2011-2012 |
| Valencia Mestalla           | España  | 2012-2014 |
| CD Olímpic de Xàtiva        | España  | 2014-2015 |
| C. E. Sabadell F. C.        | España  | 2015-2016 |
| C.D. Alcoyano S.A.D.        | España  | 2016      |
| Unión Deportiva Socuéllamos | España  | 2016-2017 |